# Final de la Liga de Campeones de la OFC 2018
La final de la Liga de Campeones de la OFC 2018 fue la serie de encuentros que decidirá al campeón de dicha competición y representante de la Confederación de Fútbol de Oceanía en la Copa Mundial de Clubes de la FIFA 2018. Se disputó a ida y vuelta por segunda vez consecutiva tras el retorno a dicho sistema hecho en 2017.
La disputaron el Team Wellington neozelandés y el Lautoka fiyiano. Fue la cuarta final consecutiva para el Team Welly que en sus tres presentaciones anteriores había perdido en la instancia decisiva ante el Auckland City. Fue también la segunda vez desde 2013 en la que la final no fue disputada por dos clubes neozelandeses, siendo la última ocasión en 2014 cuando se enfrentaron el Auckland City de Nueva Zelanda y el Amicale de Vanuatu. Fue a su vez la primera final en la que no participó el Auckland City desde la temporada 2009-10. La ida se disputó el 13 de mayo en el David Farrington Park de Wellington mientras que la vuelta tuvo lugar en el Churchill Park de Lautoka el 20. El Team Wellington se consagró campeón con un resultado global de 10–3.

## Camino a la final

### Lautoka
| Fecha                                                               | Fase             | Sede                         | Equipo                        | Equipo        | Resultado | Equipo                        | Equipo  |
| ------------------------------------------------------------------- | ---------------- | ---------------------------- | ----------------------------- | ------------- | --------- | ----------------------------- | ------- |
| 25 de febrero                                                       | Grupo C          | Trusts Arena, Waitakere      | Bandera de Fiyi               | Lautoka       | 3 - 1     | Bandera de Papúa Nueva Guinea | Madang  |
| 28 de febrero                                                       | Grupo C          | Trusts Arena, Waitakere      | Bandera de Polinesia Francesa | Vénus         | 1 - 2     | Bandera de Fiyi               | Lautoka |
| 3 de marzo                                                          | Grupo C          | Trusts Arena, Waitakere      | Bandera de Nueva Zelanda      | Auckland City | 1 - 0     | Bandera de Fiyi               | Lautoka |
| Lautoka avanzó a cuartos de final segundo de su grupo con 6 puntos. |                  |                              |                               |               |           |                               |         |
| 7 de abril                                                          | Cuartos de final | Estadio Pater, Papeete       | Bandera de Polinesia Francesa | Dragon        | 1 - 2     | Bandera de Fiyi               | Lautoka |
| Lautoka avanzó a semifinales tras ganar por 2–1.                    |                  |                              |                               |               |           |                               |         |
| 22 de abril                                                         | Semifinal        | Churchill Park, Lautoka      | Bandera de Fiyi               | Lautoka       | 1 - 1     | Bandera de Islas Salomón      | Marist  |
| 29 de abril                                                         | Semifinal        | Estadio Lawson Tama, Honiara | Bandera de Islas Salomón      | Marist        | 0 - 1     | Bandera de Fiyi               | Lautoka |
| Lautoka avanzó a la final tras ganar por un global de 2–1.          |                  |                              |                               |               |           |                               |         |

### Team Wellington
| Fecha                                                                                 | Fase             | Sede                              | Equipo                   | Equipo          | Resultado | Equipo                        | Equipo            |
| ------------------------------------------------------------------------------------- | ---------------- | --------------------------------- | ------------------------ | --------------- | --------- | ----------------------------- | ----------------- |
| 24 de febrero                                                                         | Grupo D          | Estadio Lawson Tama, Honiara      | Bandera de Islas Salomón | Marist FC       | 1 - 1     | Bandera de Nueva Zelanda      | Team Wellington   |
| 27 de febrero                                                                         | Grupo D          | Estadio Lawson Tama, Honiara      | Bandera de Nueva Zelanda | Team Wellington | 7 - 1     | Bandera de Samoa              | Lupe ole Soaga    |
| 2 de marzo                                                                            | Grupo D          | Estadio Lawson Tama, Honiara      | Bandera de Nueva Zelanda | Team Wellington | 5 - 1     | Bandera de Nueva Caledonia    | AS Magenta        |
| Team Wellington avanzó a semifinales primero de su grupo con 7 puntos.                |                  |                                   |                          |                 |           |                               |                   |
| 7 de abril                                                                            | Cuartos de final | David Farrington Park, Wellington | Bandera de Nueva Zelanda | Team Wellington | 11 - 0    | Bandera de Papúa Nueva Guinea | Lae City Dwellers |
| Team Wellington avanzó a semifinales tras ganar por 11–0.                             |                  |                                   |                          |                 |           |                               |                   |
| 22 de abril                                                                           | Semifinal        | David Farrington Park, Wellington | Bandera de Nueva Zelanda | Team Wellington | 0 - 0     | Bandera de Nueva Zelanda      | Auckland City     |
| 29 de abril                                                                           | Semifinal        | Kiwitea Street, Auckland          | Bandera de Nueva Zelanda | Auckland City   | 2 - 2     | Bandera de Nueva Zelanda      | Team Wellington   |
| Team Wellington avanzó a la final tras empatar 2–2 por la regla del gol de visitante. |                  |                                   |                          |                 |           |                               |                   |

## Ida
| 1     | Guardameta     | Scott Basalaj         |     |
| 6     | Defensa        | Taylor Schrijvers     |     |
| 2     | Defensa        | Justin Gulley         |     |
| 3     | Defensa        | Scott Hilliar         |     |
| 13    | Centrocampista | Roy Kayara            | 69' |
| 4     | Centrocampista | Mario Ilich           |     |
| 11    | Centrocampista | Mario Barcia          |     |
| 7     | Centrocampista | Eric Molloy           |     |
| 10    | Delantero      | Nathanael Hailemariam | 53' |
| 9     | Delantero      | Ross Allen            | 86' |
| 12    | Delantero      | Andrew Bevin          |     |
| D. T. | D. T.          | José Figueira         |     |

| 22    | Guardameta     | Beniaminio Mateinaqara |     |
| 20    | Defensa        | Brian Kaltack          |     |
| 6     | Defensa        | Jone Vesikula          | 88' |
| 17    | Defensa        | Kolino Sivoki          |     |
| 2     | Centrocampista | Edward Justin          | 80' |
| 10    | Centrocampista | Cory Chettleburgh      |     |
| 11    | Centrocampista | Praneel Naidu          |     |
| 7     | Centrocampista | Dave Radrigai          |     |
| 8     | Centrocampista | Kavaia Rawaqa          |     |
| 19    | Delantero      | Benjamin Totori        |     |
| 16    | Delantero      | Osea Vakatalesau       | 69' |
| D. T. | D. T.          | Kamal Swamy            |     |

| 14 | Defensa        | Jack-Henry Sinclair | 53' |
| 20 | Delantero      | Hamish Watson       | 69' |
| 16 | Centrocampista | Angus Kilkolly      | 86' |

| 4  | Delantero | Mohammed Shazil   | 69' |
| 18 | Defensa   | Arami Manumanubai | 80' |
| 5  | Defensa   | Poasa Bainivalu   | 88' |

| Anotado | 16' | Ross Allen          | 1 – 0 |
| Anotado | 57' | Jack-Henry Sinclair | 2 – 0 |
| Anotado | 61' | Andrew Bevin        | 3 – 0 |
| Anotado | 63' | Mario Barcia        | 4 – 0 |
| Anotado | 71' | Jack-Henry Sinclair | 5 – 0 |
| Anotado | 84' | Taylor Schrijvers   | 6 – 0 |

| Amonestado | 80' | Scott Hilliar |

| Amonestado | 18' | Benjamin Totori |
| Amonestado | 42' | Kavaia Rawaqa   |
| Amonestado | 64' | Praneel Naidu   |

| Árbitro             | Kader Zitouni    |
| Árbitros asistentes | Tevita Makasini  |
| Árbitros asistentes | Bernard Mutukera |
| Cuarto árbitro      | Médéric Lacour   |

| 1     | Guardameta     | Scott Basalaj         |     |
| 6     | Defensa        | Taylor Schrijvers     |     |
| 2     | Defensa        | Justin Gulley         |     |
| 3     | Defensa        | Scott Hilliar         |     |
| 13    | Centrocampista | Roy Kayara            | 69' |
| 4     | Centrocampista | Mario Ilich           |     |
| 11    | Centrocampista | Mario Barcia          |     |
| 7     | Centrocampista | Eric Molloy           |     |
| 10    | Delantero      | Nathanael Hailemariam | 53' |
| 9     | Delantero      | Ross Allen            | 86' |
| 12    | Delantero      | Andrew Bevin          |     |
| D. T. | D. T.          | José Figueira         |     |

| 22    | Guardameta     | Beniaminio Mateinaqara |     |
| 20    | Defensa        | Brian Kaltack          |     |
| 6     | Defensa        | Jone Vesikula          | 88' |
| 17    | Defensa        | Kolino Sivoki          |     |
| 2     | Centrocampista | Edward Justin          | 80' |
| 10    | Centrocampista | Cory Chettleburgh      |     |
| 11    | Centrocampista | Praneel Naidu          |     |
| 7     | Centrocampista | Dave Radrigai          |     |
| 8     | Centrocampista | Kavaia Rawaqa          |     |
| 19    | Delantero      | Benjamin Totori        |     |
| 16    | Delantero      | Osea Vakatalesau       | 69' |
| D. T. | D. T.          | Kamal Swamy            |     |

| 14 | Defensa        | Jack-Henry Sinclair | 53' |
| 20 | Delantero      | Hamish Watson       | 69' |
| 16 | Centrocampista | Angus Kilkolly      | 86' |

| 4  | Delantero | Mohammed Shazil   | 69' |
| 18 | Defensa   | Arami Manumanubai | 80' |
| 5  | Defensa   | Poasa Bainivalu   | 88' |

| Anotado | 16' | Ross Allen          | 1 – 0 |
| Anotado | 57' | Jack-Henry Sinclair | 2 – 0 |
| Anotado | 61' | Andrew Bevin        | 3 – 0 |
| Anotado | 63' | Mario Barcia        | 4 – 0 |
| Anotado | 71' | Jack-Henry Sinclair | 5 – 0 |
| Anotado | 84' | Taylor Schrijvers   | 6 – 0 |

| Amonestado | 80' | Scott Hilliar |

| Amonestado | 18' | Benjamin Totori |
| Amonestado | 42' | Kavaia Rawaqa   |
| Amonestado | 64' | Praneel Naidu   |

| Árbitro             | Kader Zitouni    |
| Árbitros asistentes | Tevita Makasini  |
| Árbitros asistentes | Bernard Mutukera |
| Cuarto árbitro      | Médéric Lacour   |

## Vuelta
| 1     | Guardameta     | Senirusi Bokini   |     |
| 7     | Defensa        | Dave Radrigai     |     |
| 20    | Defensa        | Brian Kaltack     |     |
| 17    | Defensa        | Kolino Sivoki     |     |
| 8     | Defensa        | Kavaia Rawaqa     |     |
| 2     | Centrocampista | Edward Justin     | 81' |
| 3     | Centrocampista | Zibraaz Sahib     |     |
| 10    | Centrocampista | Cory Chettleburgh | 89' |
| 4     | Centrocampista | Mohammed Shazil   |     |
| 19    | Delantero      | Benjamin Totori   |     |
| 16    | Delantero      | Osea Vakatalesau  | 46' |
| D. T. | D. T.          | Kamal Swamy       |     |

| 1     | Guardameta     | Scott Basalaj         |     |
| 6     | Defensa        | Taylor Schrijvers     |     |
| 2     | Defensa        | Justin Gulley         |     |
| 13    | Defensa        | Roy Kayara            | 80' |
| 14    | Centrocampista | Jack-Henry Sinclair   | 46' |
| 4     | Centrocampista | Mario Ilich           |     |
| 11    | Centrocampista | Mario Barcia          |     |
| 7     | Centrocampista | Eric Molloy           | 64' |
| 10    | Delantero      | Nathanael Hailemariam |     |
| 16    | Delantero      | Angus Kilkolly        |     |
| 12    | Delantero      | Andrew Bevin          |     |
| D. T. | D. T.          | José Figueira         |     |

| 5  | Defensa | Poasa Bainivalu   | 46' |
| 6  | Defensa | Jone Vesikula     | 81' |
| 18 | Defensa | Arami Manumanubai | 89' |

| 19 | Delantero | Ross Allen    | 46' |
| 5  | Defensa   | Liam Wood     | 64' |
| 20 | Delantero | Hamish Watson | 80' |

| Anotado | 52' | Benjamin Totori | 1 – 3 |
| Anotado | 82' | Mohammed Shazil | 2 – 3 |
| Anotado | 84' | Benjamin Totori | 3 – 3 |

| Anotado · Autogol | 10' | Dave Radrigai  | 0 – 1 |
| Anotado           | 32' | Mario Ilich    | 0 – 2 |
| Anotado           | 51' | Ross Allen     | 0 – 3 |
| Anotado           | 88' | Angus Kilkolly | 3 – 4 |

| Amonestado | 27' | Osea Vakatalesau |
| Amonestado | 30' | Dave Radrigai    |
| Amonestado | 90' | Poasa Bainivalu  |

| Amonestado | 41' | Eric Molloy           |
| Amonestado | 57' | Mario Barcia          |
| Amonestado | 71' | Nathanael Hailemariam |

| Árbitro             | Norbert Hauata   |
| Árbitros asistentes | Philippe Revel   |
| Árbitros asistentes | Bertrand Brial   |
| Cuarto árbitro      | David Yareboinen |

| 1     | Guardameta     | Senirusi Bokini   |     |
| 7     | Defensa        | Dave Radrigai     |     |
| 20    | Defensa        | Brian Kaltack     |     |
| 17    | Defensa        | Kolino Sivoki     |     |
| 8     | Defensa        | Kavaia Rawaqa     |     |
| 2     | Centrocampista | Edward Justin     | 81' |
| 3     | Centrocampista | Zibraaz Sahib     |     |
| 10    | Centrocampista | Cory Chettleburgh | 89' |
| 4     | Centrocampista | Mohammed Shazil   |     |
| 19    | Delantero      | Benjamin Totori   |     |
| 16    | Delantero      | Osea Vakatalesau  | 46' |
| D. T. | D. T.          | Kamal Swamy       |     |

| 1     | Guardameta     | Scott Basalaj         |     |
| 6     | Defensa        | Taylor Schrijvers     |     |
| 2     | Defensa        | Justin Gulley         |     |
| 13    | Defensa        | Roy Kayara            | 80' |
| 14    | Centrocampista | Jack-Henry Sinclair   | 46' |
| 4     | Centrocampista | Mario Ilich           |     |
| 11    | Centrocampista | Mario Barcia          |     |
| 7     | Centrocampista | Eric Molloy           | 64' |
| 10    | Delantero      | Nathanael Hailemariam |     |
| 16    | Delantero      | Angus Kilkolly        |     |
| 12    | Delantero      | Andrew Bevin          |     |
| D. T. | D. T.          | José Figueira         |     |

| 5  | Defensa | Poasa Bainivalu   | 46' |
| 6  | Defensa | Jone Vesikula     | 81' |
| 18 | Defensa | Arami Manumanubai | 89' |

| 19 | Delantero | Ross Allen    | 46' |
| 5  | Defensa   | Liam Wood     | 64' |
| 20 | Delantero | Hamish Watson | 80' |

| Anotado | 52' | Benjamin Totori | 1 – 3 |
| Anotado | 82' | Mohammed Shazil | 2 – 3 |
| Anotado | 84' | Benjamin Totori | 3 – 3 |

| Anotado · Autogol | 10' | Dave Radrigai  | 0 – 1 |
| Anotado           | 32' | Mario Ilich    | 0 – 2 |
| Anotado           | 51' | Ross Allen     | 0 – 3 |
| Anotado           | 88' | Angus Kilkolly | 3 – 4 |

| Amonestado | 27' | Osea Vakatalesau |
| Amonestado | 30' | Dave Radrigai    |
| Amonestado | 90' | Poasa Bainivalu  |

| Amonestado | 41' | Eric Molloy           |
| Amonestado | 57' | Mario Barcia          |
| Amonestado | 71' | Nathanael Hailemariam |

| Árbitro             | Norbert Hauata   |
| Árbitros asistentes | Philippe Revel   |
| Árbitros asistentes | Bertrand Brial   |
| Cuarto árbitro      | David Yareboinen |